# Arundinaria chino
Arundinaria chino är en gräsart som först beskrevs av Adrien René Franchet och Paul Amédée Ludovic Savatier, och fick sitt nu gällande namn av Tomitaro Makino. Arundinaria chino ingår i släktet Arundinaria och familjen gräs. Inga underarter finns listade i Catalogue of Life.